# Drap brownien
Un drap brownien est un processus gaussien sur le quart de plan ℝ+2.

Un processus stochastique X sur ℝ+2 est un drap brownien si  :
- X(u,v) = 0 si u ou v est nul ;
- X(u,v) suit une loi normale de moyenne 0 et d'écart-type u×v pour tous u, v ;
- les accroissements sur des rectangles disjoints sont indépendants, où ces accroissements s'écrivent X(](s1,s2),(t1,t2)]) = X(t1,t2) − X(t1,s2) −X(s1,t2) + X(s1,s2) pour s1 < t1, s2 < t2.

Son espérance est nulle et sa covariance en (s1,s2),(t1,t2) est min(s1,s2) × min(t1,t2).